# Közönséges nádiantilop
A közönséges nádiantilop (Redunca redunca) az emlősök (Mammalia) osztályának párosujjú patások (Artiodactyla) rendjébe, ezen belül a tülkösszarvúak (Bovidae) családjába és a nádiantilop-formák (Reduncinae) alcsaládjába tartozó faj.
Nemének a típusfaja.

## Előfordulása
A közönséges nádiantilopok az északnyugaton Szenegáltól Mauritánia és Csád déli részén, a Közép-afrikai Köztársaságon és Dél-Szudánon át egész Etiópiáig és a tanzániai Tanganyika-tóig húzódó szavannaövezetben élnek. (Eritreai jelenlétük kérdéses, Uganda és Elefántcsontpart területéről feltehetően kipusztultak, talán Togóból is.) Erdős és füves síkságokat egyaránt benépesítenek, mindenütt szorosan kötődnek a vízforrásokhoz – igaz, az általuk kedvelt, kiterjedt ártereken a száraz időszakban gyakorta csekély vízmennyiség áll rendelkezésükre.
Elterjedési területük északkeleti peremén, az etiópiai hegyvidékeken (pl. a Bale-hegységben) a szokványos élőhelyüknél jóval nagyobb magasságokban, akár 3200 méterig találkozni velük. Itt egyébként megosztják a területet a hegyi nádiantilopokkal (Redunca fulvorufula), míg Tanzánia nagy részén a nembe tartozó harmadik fajjal, a nagy nádiantilopéval (Redunca arundinum) van átfedésben van elterjedési területük.

## Alfajai
Manapság csak az alábbi 5 alfaja van elismerve; korábban többet is számontartottak:
- Redunca redunca bohor Rüppell, 1842
- Redunca redunca cottoni (W. Rothschild, 1902)
- Redunca redunca nigeriensis (Blaine, 1913)
- Redunca redunca redunca (Pallas, 1767)
- Redunca redunca wardi (Thomas, 1900)

## Megjelenése
A faj közepes termetűnek mondható a többi antilophoz képest: marmagassága 69-89 centiméter között változik, testtömegük pedig 36-55 kilogramm. Színezetük a sárgástól a szürkésbarnáig változhat, de általában sárgásabb árnyalatú a többi nádiantilopénál. Hasuk és farkuk alsó része fehér. Fejükön, a fülek alatt egy-egy csupasz folt látható. A fiatal egyedek szőrzete hosszabb és sötétebb a kifejlett példányokénál.
A közönséges nádiantilopra, ahogy a többi antilopfajra, erőteljes nemi kétalakúság jellemző. A bikák jóval nagyobbak (marmagasságuk 75-89 centiméteres, szemben a tehenek 69-76 centiméteres magasságával), mintázatuk markánsabb, és csupán ők hordoznak szarvakat. Ezek 20-41 centiméter hosszúságúak lehetnek, és enyhe kampós görbületben hajlanak előre.

## Életmódja
A faj élhet magányosan, kis csoportokban vagy nagy csordákban. A tehenek, amennyiben megfelelő mennyiségű rejtekadó fedezék áll rendelkezésre, jellemzően nem állnak össze csapatokba, ellenkező esetben körülbelül tíz példányt számláló csordákba tömörülnek utódaikkal együtt. Az anyjukat elhagyó fiatal bikák kettesével vagy hármasával alkotnak legénycsordákat nagyjából ivarérettségük eléréséig. Bár territóriumot tartanak fenn, annak határait csupán a vészjelzésként is szolgáló füttyögéssel jelölik ki, szaganyagokkal nem, így határai elmosódottak. A tehenek által fenntartott területek nagyobbak a bikákéinál, és jellemzően átfedésben vannak egymással. A bikák sem lépnek fel agresszívan a betolakodók ellen, csupán ha a nőstényeiket akarják elhódítani.
A territóriumok rendszere általában a száraz időszakban bomlik fel, amikor a faj hatalmas csapatokat kénytelen alkotni a vízforrások körül. Ilyenkor az egyébként főleg éjszaka aktív antilopoknak nappal is táplálkozniuk kell, mivel alacsonyabb tápértékű növényzet áll a rendelkezésükre.

## Szaporodása
Párzásra egész évben sor kerülhet, de a párzási csúcs az esős időszakra esik. Ilyenkor a bika megközelíti a kiszemelt nőstényt és megszimatolja a vizeletét, hogy kiderítse: kész-e a párzásra. Ha a tehén nem szalad el, akkor a pár egyfajta rituális mozdulatsort ad elő (ún. párzási menet), melynek során a bika megpróbálja meghágni a tehenet. Végül egyik mellső lábának felemelésével állítja megfelelő helyzetbe, és a tehén megállva jelzi, ha kész a közösülésre. Ez igen gyorsan megtörténik. A párzás végeztével a két antilop kis időre egy helyben marad, majd folytatják a táplálkozást és kérődzést.
A vemhesség körülbelül 7,5 hónapig tart, elléskor rendszerint egy borjú jön a világra. A kis közönséges nádiantilop körülbelül két hónapon keresztül az aljnövényzetben rejtőzik, miközben anyja időről időre visszajár hozzá szoptatni és letisztítani. Ezt követően a borjú a hasonló korú fajtársakkal alkot csoportot. Anya és utódja között körülbelül 8-9 hónapon át marad fenn szoros kapcsolat. A bikák szarvuk megjelenésekor, mintegy féléves korban hagyják el anyjukat, a fiatal tehenek fokozatosan szakadnak el szülőjüktől. A bikák háromévesen, a tehenek korábban (egy- vagy kétéves korban) érik el az ivarérettséget. A nőstények 9-14 havonta párosodnak.

## Természetvédelmi helyzete
Közép- és különösen Nyugat-Afrikában példányszáma jelentősen csökkent az orvvadászat következtében, és emiatt az egész állomány csökkenőben van. Létszámát légi úton történő számlálások alapján 1999-ben 101 000-esre becsülték, ami a módszer hiányosságai miatt minden bizonnyal jóval alacsonyabb a valóságos számnál. Mivel a közönséges nádiantilopok mintegy háromnegyede védett területeken él, különösen Kelet-Afrikában, a faj jövője biztosnak tűnik, ezért a Természetvédelmi Világszövetség értékelése szerint nem veszélyeztetett.